# Шриндрабхупешварачуда
Шриндрабхупешварачуда (кхмер. ឝ្រីន្ទ្រភូបេឝ្វរចូឌា, fl. 1295—1308) — королева-консорт Кхмерской империи, супруга короля Индравармана III, дочь короля Джаявармана VIII.

## Биография
Принцесса Шриндрабхупешварачуда являлась старшей дочерью короля Джаявармана VIII и его супруги — Чакравартираджадеви. Она вышла замуж за короля Индравармана III, который взошел на престол после ее отца, когда тот отрекся от престола в 1295 году. Королева Шриндрабхупесварачуда наиболее известна своей ролью, которую она сыграла в передаче престола своему супругу. Сообщалось, что у нее был брат, который изначально был наследником Джаявармана VIII. Однако Шриндрабхупесварачуде удалось убедить отца лишить ее брата престола и передать его ее супругу по праву брака.